# MEDWAY S.A.
MEDWAY S.A. es una operadora ferroviaria portuguesa propiedad de la empresa suiza MSC especializada en el transporte de mercancías que opera en la península ibérica.

## Historia
Anteriormente denominada CP Carga S.A., era la filial de mercancías de Comboios de Portugal. En 2015 es adquirida por MSC Rail, una subsidiaria de Mediterranean Shipping Company, pasando la naviera a ser la nueva propietaria de la principal empresa operadora de mercancías ferroviarias en territorio luso. En enero de 2016 culmina el proceso de adquisición, y desde entonces depende por completo de MSC, cambiando de denominación en noviembre de 2016 a MEDWAY.
En 2019, la empresa alquila 8 locomotoras y adquiere la unidad 269.335 de la Serie 269 de Renfe a Renfe.

## Flota
La flota de MEDWAY se compone principalmente de locomotoras y vagones ex-CP Carga, sin embargo MEDWAY ha invertido en nuevas locomotoras diésel Vossloh / Stadler Euro 4000 y ha alquilado algunas locomotoras 269 a Renfe para el mercado español.
- Locomotoras diésel de ancho ibérico:
  - Serie 1400
  - Serie 1900
  - Serie 1930
  - Serie 5000
- Locomotoras eléctricas de ancho ibérico:
  - Serie 269 (solo en España)
  - Serie 4700
  - Serie 5600
- Locomotoras eléctricas de ancho ibérico y ancho internacional:[7]
  - Stadler Euro 6000